# Marque Gilmore
Marque Gilmore (* in Cambridge/Massachusetts) ist ein US-amerikanischer Perkussionist und Schlagzeuger.
Der Bruder des Gitarristen David Gilmore gründete 1993 die Band Live Drum & Bass, die als erste Liveband des Drum ’n’ Bass gilt. Die Band verband live interaktive MIDI-Elektronik mit dem Auftritt von DJs und wurde in New York und London gleichermaßen populär. In New York gehörte er zu den Gründungsmitgliedern der NYC Black Rock Coalition. 1994 gründete er das Musik- und Multimedia-Projekt Drum-FM Interactive Tribalistic Session, das er seither leitet. Er arbeitete mit Musikern wie Joe Zawinul, Roy Ayers, Meshell Ndegeocello, Keziah Jones, Talvin Singh, Gonzalo Rubalcaba und Cheick Tidiane Seck und tourte von 1998 bis 2000 mit dem Komponisten und Multiinstrumentalisten Nitin Sawhney.
1999 erhielt er den New Music Commission Grant des UK Arts Council und schuf mit Seck die Performance Millennium Migration, die im Londoner Hackney Empire uraufgeführt wurde. 2000 tourte er als Begleiter von Sting durch Großbritannien. 2001 unternahm er eine Tournee durch Europa, Indien und China. Mit der Pianisten Katia Labèque, dem Komponisten Dave Maric und dem Perkussionisten Julio Barreto bildete er ab 2001 die Katia-Labèque-Band.